# Propithecus perrieri
Propithecus perrieri (лат.) — вид приматов из семейства индриевых. Ранее считался подвидом белолобого индри Встречается на небольшом участке леса на северо-западе Мадагаскара и является одним из самых редких лемуров, входя в список «Самых угрожаемых приматов».

## Описание
Длина тела от 85 до 92 см, из которых 42—46 см приходится на хвост. Шерсть практически полностью чёрная, покрывает всё тело, за исключением морды и ушей. Глаза небольшие, смотрят вперёд. Масса тела от 3.7 до 6 кг. Половой диморфизм слабо выражен, при этом самки немного крупнее самцов.

## Распространение
Представители вида встречаются на небольшом участке леса на северо-западе Мадагаскара между реками Ируду на севере и Локия на юге в заповеднике Аналамерана. Населяют сухие листопадные и влажные леса. Каждая группа занимает территорию около одного гектара. Ранее ареал был значительно более обширным и соратился в результате разрушения среды обитания человеком.

## Поведение
Образует группы от 2 до 6 особей, при этом половое распределение достаточно равномерное. Внутригрупповая и междугрупповая агрессия понижена, социальная структура матриархальная. Цикл размножения привязан к сезону, самка приносит потомство раз в один или два года. Детёныши становятся независимыми от матери в возрасте двух лет, половой зрелости достигают в возрасте четырёх лет для самок и пяти лет для самцов.

## Рацион
В рационе фрукты, листья, цветы, почки и семена. Пищеварительная система приспособлена к перевариванию грубой растительной пищи, включая увеличенную слепую кишку и длинный кишечник. При кормлении группы сифак не показывают признаков агрессии друг к другу. Рацион зависит от сезона, так во время влажного сезона в рационе в основном фрукты и семена, а во время сухого сезона — листья и цветы.

## Статус популяции
Международный союз охраны природы присвоил этому виду охранный статус «В критической опасности» (англ. Critically endangered). Сейчас данный вид является одним из самых угрожаемых приматов, учитывая его невысокую численность и ограниченность ареала обитания. Правительство Мадагаскара принимаются меры по защите популяции.